# NGC 3536
NGC 3536 ist eine linsenförmige Galaxie vom Hubble-Typ SB0-a im Sternbild Großer Bär am Nordsternhimmel. Sie ist schätzungsweise 487 Millionen Lichtjahre von der Milchstraße entfernt.
Das Objekt wurde am 24. Dezember 1827 von John Herschel entdeckt.